# Tmarus punctatissimus
Tmarus punctatissimus är en spindelart som först beskrevs av Simon 1870.  Tmarus punctatissimus ingår i släktet Tmarus och familjen krabbspindlar.
Artens utbredningsområde är Spanien. Inga underarter finns listade i Catalogue of Life.